# Colias fieldii
Colias fieldii är en fjärilsart som beskrevs av Ménétriés 1855. Colias fieldii ingår i släktet Colias och familjen vitfjärilar. Inga underarter finns listade i Catalogue of Life.

## Bildgalleri

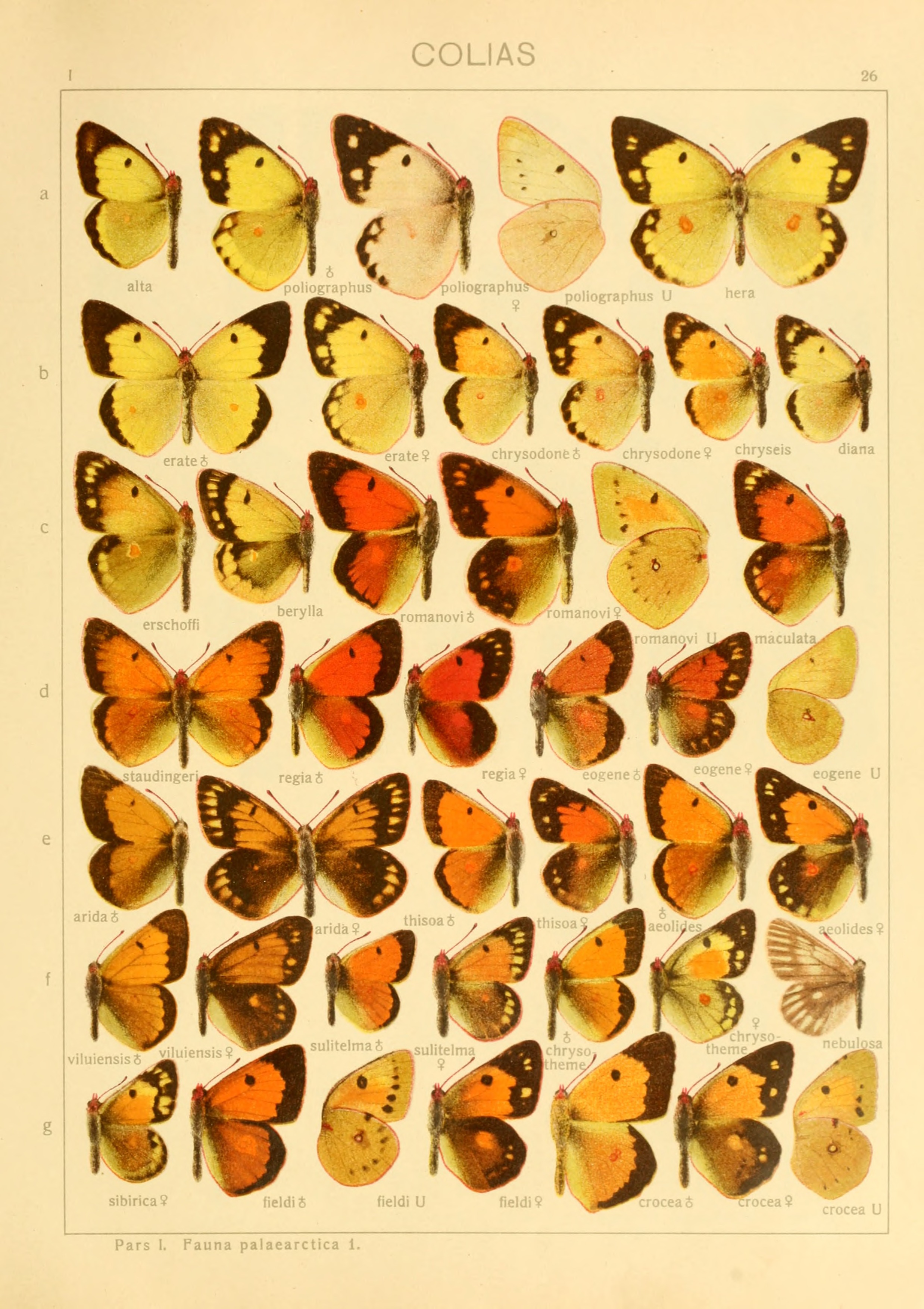
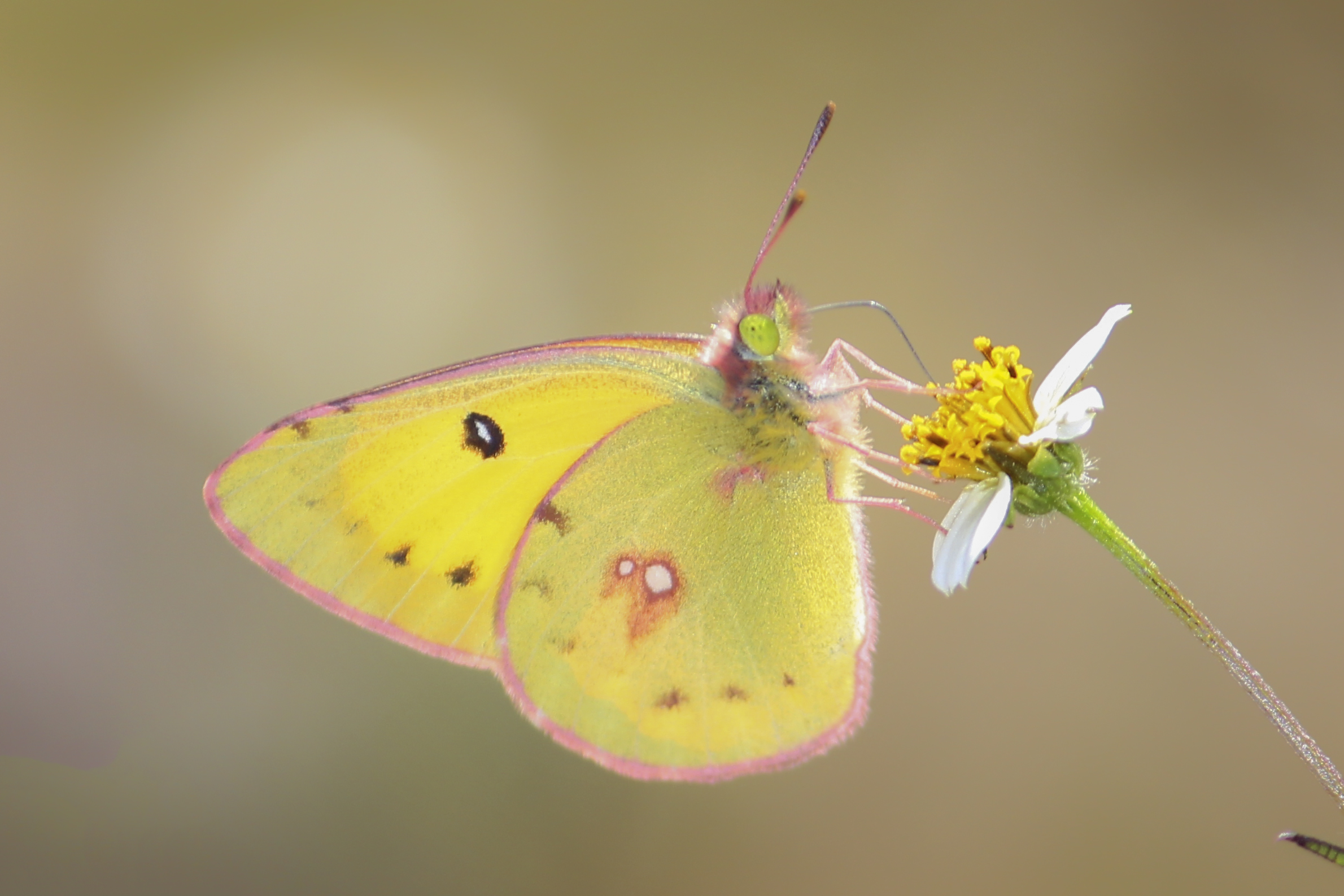